# 1714 w muzyce
Wydarzenia muzyczne w 1714 roku.

## Wydarzenia
- W Narodowej Operze Paryża otwarto szkołę tańca
- Domenico Scarlatti został maestro di cappella w orkiestrze Cappella Giulia w Watykanie
- Francesco Geminiani przybywa do Londynu, gdzie znajduje patronat hrabiego Essex
- Georg Melchior Hoffmann poślubił Margarethę Elisabeth Philipp
- Francesco Maria Veracini odwiedził Londyn i wystąpił w Queen’s Theatre

## Dzieła
- Georg Friedrich Händel – Utrecht Te Deum
- Johann Sebastian Bach – Orgelbuchlein
- Johann Sebastian Bach – kantata 18
- Johann Sebastian Bach – kantata 21 Ich hatte viel bekummernis
- Johann Sebastian Bach – kantata 152
- Jan Dismas Zelenka – Missa Judica me

## Dzieła operowe
- Leonardo Leo – Pisistrato
- Jean-Joseph Mouret – Les Fêtes ou Le Triomphe de Thalie

## Urodzili się
- 2 lutego – Gottfried August Homilius, niemiecki kompozytor, kantor i organista (zm. 1785)
- 8 marca – Carl Philipp Emanuel Bach, niemiecki kompozytor, pianista i klawesynista, drugi z synów Johanna Sebastiana Bacha (zm. 1788)
- 24 marca – Carlo Giovanni Testori, włoski kompozytor, skrzypek i teoretyk muzyki (zm. 1782)
- 6 maja[a] – Anton Raaff, niemiecki śpiewak operowy (tenor) (zm. 1797)
- 12 maja – Johan Daniel Berlin, niemiecki kompozytor i organista (zm. 1787)
- 2 lipca – Christoph Willibald Gluck, niemiecki kompozytor okresu klasycyzmu (zm. 1787)
- 10 września – Niccolò Jommelli, włoski kompozytor epoki klasycyzmu (zm. 1774)
- 23 grudnia – Johann Siebenkäs, niemiecki organista i kompozytor (zm. 1781)

## Zmarli
- 17 kwietnia – Philipp Heinrich Erlebach, niemiecki kompozytor (ur. 1657)
- 3 września – Pietro Antonio Fiocco, belgijski kompozytor pochodzenia włoskiego (ur. ok. 1650)
- 30 listopada – Guillaume-Gabriel Nivers, francuski kompozytor, organista i teoretyk muzyki (ur. 1632)